# Yúliya Chepálova
Yúliya Anatólievna Chepálova (en ruso: Юлия Анатольевна Чепалова; Komsomolsk del Amur, URSS, 23 de diciembre de 1976) es una deportista rusa que compitió en esquí de fondo.
Participó en tres Juegos Olímpicos de Invierno, obteniendo en total seis medallas: oro en Nagano 1998, en la prueba de 30 km; oro, plata y bronce en Salt Lake City 2002, en velocidad individual, 10 km y 15 km, y oro y plata en Turín 2006, en el relevo (junto con Natalia Baranova-Masalkina, Larisa Kurkina y Yevgueniya Medvedeva) y los 30 km.
Ganó seis medallas en el Campeonato Mundial de Esquí Nórdico, en los años 2001 y 2005.

## Palmarés internacional
| Juegos Olímpicos   | Juegos Olímpicos                | Juegos Olímpicos  | Juegos Olímpicos          |
| Año                | Lugar                           | Medalla           | Prueba                    |
| ------------------ | ------------------------------- | ----------------- | ------------------------- |
| 1998               | Nagano (Japón)                  | Medalla de oro    | 30 km                     |
| 2002               | Salt Lake City (Estados Unidos) | Medalla de oro    | Velocidad individual      |
| 2002               | Salt Lake City (Estados Unidos) | Medalla de plata  | 10 km                     |
| 2002               | Salt Lake City (Estados Unidos) | Medalla de bronce | 15 km                     |
| 2006               | Turín (Italia)                  | Medalla de oro    | Relevo 4 × 5 km           |
| 2006               | Turín (Italia)                  | Medalla de plata  | 30 km                     |
| Campeonato Mundial |                                 |                   |                           |
| Año                | Lugar                           | Medalla           | Prueba                    |
| 2001               | Lahti (Finlandia)               | Medalla de oro    | Relevo 4 × 5 km           |
| 2001               | Lahti (Finlandia)               | Medalla de bronce | Velocidad individual      |
| 2005               | Oberstdorf (Alemania)           | Medalla de oro    | 7,5 km+7,5 km persecución |
| 2005               | Oberstdorf (Alemania)           | Medalla de plata  | 10 km                     |
| 2005               | Oberstdorf (Alemania)           | Medalla de plata  | Relevo 4 × 5 km           |
| 2005               | Oberstdorf (Alemania)           | Medalla de bronce | Velocidad por equipo      |